# Paridiagonum
Paridiagonum is een geslacht van kevers uit de familie van de loopkevers (Carabidae). De wetenschappelijke naam van het geslacht is voor het eerst geldig gepubliceerd in 2009 door Baehr.

## Soorten
Het geslacht Paridiagonum is monotypisch en omvat slechts de volgende soort:
- Paridiagonum bidentatum Baehr, 2009